# Observatoire d'astrophysique de Shamakhy
L'Observatoire d'astrophysique de Shamakhy (azéri : Nəsirəddin Tusi adına Şamaxı Astrofizika Rəsədxanası) est un observatoire astronomique situé en Azerbaïdjan, à 22 km au nord-ouest de la ville de Şamaxı, sur le versant oriental de Pirqulu (az), à une altitude de 1 500 m dans les montagnes du Grand Caucase. Il compte 150 à 200 nuits claires et sans nuages par an.
L'observatoire est nommé en référence à l'astronome persan médiéval Nasreddin Tusi.

## Histoire

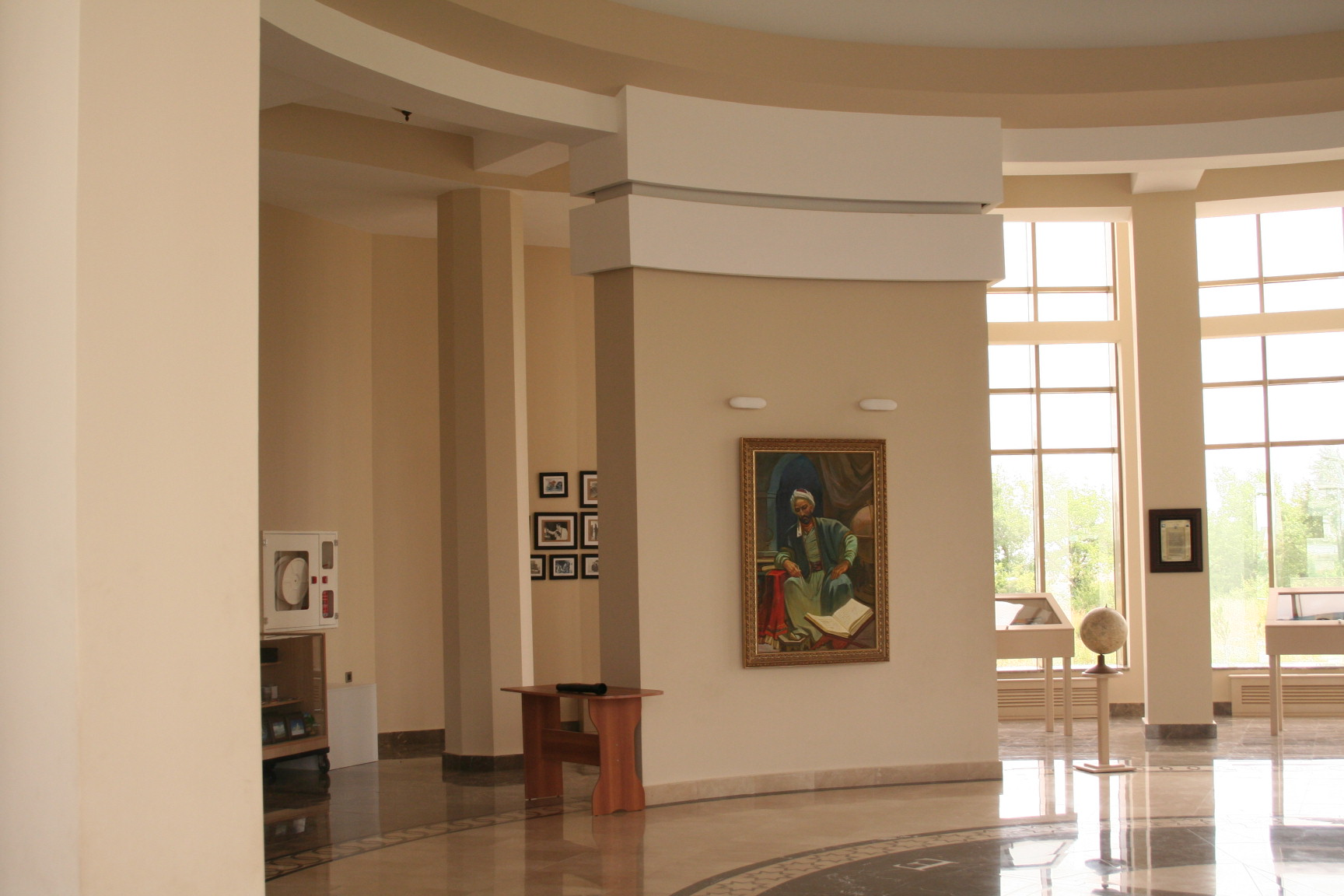
Intérieur – salle d'exposition

Le scientifique azerbaïdjanais Yusif Mammadaliyev joue un rôle important dans la création de l'observatoire. Lors de la période soviétique, l'observatoire effectue des mesures de la polarisation lumineuse de la comète d'Arrest.
Le nom de Nasraddin Tusi, mathématicien, physicien et astronome du Moyen Âge, est adopté en 1991. Un bâtiment pour les employés est créé en dessous de l'observatoire et est nommé en l'honneur de Mammadaliyev (Pirgulu).
Le premier directeur de l'observatoire est Hajibey Sultanov (1960-1981).
En septembre 2008, l'observatoire subit d'importantes réparations,,.

## Télescopes
Les observations avec l'instrument principal – un télescope dont le miroir primaire de 2 mètres de diamètre a été produit en Allemagne – commencent en 1966. À cette époque, il est le plus grand télescope du Caucase du Sud.
En plus de ce télescope, les instruments suivants sont également utilisés dans l'observatoire :
- Pour les études spectrales de l'atmosphère solaire, un télescope solaire horizontal avec un miroir primaire de 50 cm de diamètre
- Un télescope AFR-2 chromosphérique et photosphérique de dimensions 20/13 cm, utilisé pour l'observation solaire
- Le réflecteur AZT-8 avec un miroir de 70 cm
- Le réflecteur Carl Zeiss, avec un miroir de 60 cm
- Un télescope à ménisque (en) de type Maksutov, avec un diamètre d'ouverture de 35 cm
- Un télescope Schmidt AZT-15 de 90 cm installé dans l'observatoire en 2013[2]

## Directeurs de l'observatoire
| Nom              | Nationalité    | Point final | Référence |
| ---------------- | -------------- | ----------- | --------- |
| Hajibey Sultanov | soviétique     | 1951-1980   | [ 5 ]     |
| Ogtay Huseynov   | soviétique     | 1980-19 ? ? | [ 6 ]     |
| Alik Abbasov     | soviétique     | 19 ? ? -? ? | [ 6 ]     |
| Zohrab Ismayilov | soviétique     | 19 ? ? -? ? | [ 6 ]     |
| Kamran Huseynov  | soviétique     | 19 ? ? -? ? | [ 6 ]     |
| Schmidt Ahmadov  | azerbaïdjanais | ????–1997   | [ 6 ]     |
| Ayyoub Gouliyev  | azerbaïdjanais | 1997–2015   |           |
| Namig Jalilov    | azerbaïdjanais | 2015--      |           |